# A Diósgyőri VTK 2006–2007-es szezonja
A Diósgyőri VTK 2006–2007-es szezonja szócikk a Diósgyőri VTK első számú férfi labdarúgócsapatának egy szezonjáról szól, mely sorozatban a 3., összességében pedig a 41. idénye a csapatnak a magyar első osztályban. A klub fennállásának ekkor volt a 96. évfordulója.

## Mérkőzések
| Színmagyarázat | Színmagyarázat |
| -------------- | -------------- |
|                | Győzelem.      |
|                | Döntetlen.     |
|                | Vereség.       |

### Borsodi Liga 2006–07

#### Őszi fordulók
| 1. forduló 2006. július 30. 17:30 |

| Diósgyőr       | 1 – 0               | Újpest                        |
| -------------- | ------------------- | ----------------------------- |
| Farkas 58' 22' | (0 – 0) Jegyzőkönyv | Tisza 38' Tóth 47' Hullám 47' |

| DVTK-stadion, Miskolc Nézőszám: 8 000 Játékvezető: Kassai Viktor (magyar) |

| 2. forduló 2006. augusztus 5. 17:30 |

| Rákospalotai EAC        | 0 – 2               | Diósgyőr                                    |
| ----------------------- | ------------------- | ------------------------------------------- |
| Cseri 18' Pusztai 90+2' | (0 – 0) Jegyzőkönyv | Simon 74' Stanić 76' Farkas 19' Szögedi 28' |

| Budai II László Stadion, Budapest Nézőszám: 1 200 Játékvezető: Solymosi Péter (magyar) |

| 3. forduló 2006. augusztus 18. 19:00 |

| Diósgyőr                                   | 1 – 4               | Zalaegerszegi TE                                             |
| ------------------------------------------ | ------------------- | ------------------------------------------------------------ |
| Csóka 26' (öngól) Mogyorósi 19' Rubint 53' | (1 – 2) Jegyzőkönyv | Ferenczi 2' 81' Nagy 31' 55' 32' Molnár 38' Simonfalvi 90+1' |

| DVTK-stadion, Miskolc Nézőszám: 5 000 Játékvezető: Sápi Csaba (magyar) |

| 4. forduló 2006. augusztus 26. 19:00 |

| FC Sopron                                  | 1 – 0               | Diósgyőr      |
| ------------------------------------------ | ------------------- | ------------- |
| Magasföldi 58' 32' Demjén 19' Munteanu 86' | (0 – 0) Jegyzőkönyv | Mogyorósi 17' |

| Káposztás utcai Stadion, Sopron Nézőszám: 3 000 Játékvezető: Bede Ferenc (magyar) |

| 5. forduló 2006. szeptember 8. 19:00 |

| Diósgyőr    | 1 – 3               | Pécsi MFC                                                         |
| ----------- | ------------------- | ----------------------------------------------------------------- |
| Simon 90+1' | (0 – 2) Jegyzőkönyv | Kulcsár 1' Pest 3' Balaskó 78' Dienes 17' Pavičević 29' Finta 56' |

| DVTK-stadion, Miskolc Nézőszám: 4 500 Játékvezető: Mészáros István (magyar) |

| 6. forduló 2006. szeptember 16. 16:00 |

| Paksi FC                                         | 2 – 1               | Diósgyőr                                        |
| ------------------------------------------------ | ------------------- | ----------------------------------------------- |
| Báló 12' Belényesi 19' Molnár 15' Benedeczki 44' | (2 – 1) Jegyzőkönyv | Simon 5' Farkas 34' Buz 49' Elek 66' Katona 89′ |

| Fehérvári úti stadion, Paks Nézőszám: 1 000 Játékvezető: Vad II. István (magyar) |

| 7. forduló 2006. szeptember 22. 19:00 |

| Diósgyőr                                      | 1 – 2               | Vasas                                           |
| --------------------------------------------- | ------------------- | ----------------------------------------------- |
| Szögedi 50' Sipeki 32' Elek 40' Mogyorósi 46' | (0 – 1) Jegyzőkönyv | Unierzyski 30' 86' Tóth 51' Lázok 45' Fehér 83' |

| DVTK-stadion, Miskolc Nézőszám: 2 500 Játékvezető: Szabó Zsolt (magyar) |

| 8. forduló 2006. szeptember 30. 18:00 |

| Kaposvári Rákóczi                         | 1 – 2               | Diósgyőr                                                 |
| ----------------------------------------- | ------------------- | -------------------------------------------------------- |
| André Alves 75' Zahorecz 9' Grúz 65′, 69′ | (0 – 0) Jegyzőkönyv | Szögedi 52' Kéthévoama 90+3' 81' Farkas 15' Buz 45′, 47′ |

| Rákóczi Stadion, Kaposvár Nézőszám: 2 000 Játékvezető: Szarka Zoltán (magyar) |

| 9. forduló 2006. október 14. 14:00 |

| Diósgyőr              | 1 – 0               | Dunakanyar-Vác       |
| --------------------- | ------------------- | -------------------- |
| Binder 29' Sipeki 83' | (1 – 0) Jegyzőkönyv | Kunzo 32' Rusvay 53' |

| DVTK-stadion, Miskolc Nézőszám: 1 500 Játékvezető: Pánczél Krisztián (magyar) |

| 10. forduló 2006. október 20. 19:00 |

| Debreceni VSC | 1 – 1               | Diósgyőr                          |
| ------------- | ------------------- | --------------------------------- |
| Sándor 26'    | (1 – 0) Jegyzőkönyv | Simon 81' Mogyorósi 66' Douva 77' |

| Oláh Gábor utcai stadion, Debrecen Nézőszám: 8 500 Játékvezető: Iványi Zoltán (magyar) |

| 11. forduló 2006. október 29. 17:00 |

| Diósgyőr                                              | 3 – 1               | FC Tatabánya                     |
| ----------------------------------------------------- | ------------------- | -------------------------------- |
| Filó 16' (öngól) Binder 81' Kéthévoama 90' Farkas 43' | (1 – 1) Jegyzőkönyv | Vámosi 39' (11-esből) Ndjodo 20' |

| DVTK-stadion, Miskolc Nézőszám: 3 000 Játékvezető: Arany Tamás (magyar) |

| 12. forduló 2006. november 3. 19:00 |

| FC Fehérvár                        | 2 – 0               | Diósgyőr |
| ---------------------------------- | ------------------- | -------- |
| Sitku 54' 89' (11-esből) Božić 76' | (0 – 0) Jegyzőkönyv | Buz 23'  |

| Sóstói Stadion, Székesfehérvár Nézőszám: 1 200 Játékvezető: Iványi Zoltán (magyar) |

| 13. forduló 2006. november 11. 17:00 |

| Diósgyőr  | 0 – 1               | MTK Budapest                                      |
| --------- | ------------------- | ------------------------------------------------- |
| Douva 40' | (0 – 0) Jegyzőkönyv | Hrepka 68' Rodenbücher 25' Pollák 32' Kriston 55' |

| DVTK-stadion, Miskolc Nézőszám: 5 000 Játékvezető: Vad II. István (magyar) |

| 14. forduló 2006. november 18. 16:00 |

| Diósgyőr                                                | 2 – 1               | Budapest Honvéd                     |
| ------------------------------------------------------- | ------------------- | ----------------------------------- |
| Farkas 17' Douva 55' Mogyorósi 36' Szögedi 68' Elek 85' | (1 – 0) Jegyzőkönyv | Schindler 74' Benjamin 40′ Zana 59' |

| DVTK-stadion, Miskolc Nézőszám: 5 000 Játékvezető: Sorin Corpodean (magyar) |

| 15. forduló 2006. november 25. 16:00 |

| Diósgyőr                                                             | 4 – 3               | Győri ETO                                             |
| -------------------------------------------------------------------- | ------------------- | ----------------------------------------------------- |
| Elek 2' Kéthévoama 22' 22' Vitelki 51' Farkas 74' 74' Douva 60′, 87′ | (2 – 2) Jegyzőkönyv | Bajzát 16' 32' 57' 77' Tokody 64' Tóth 84' Bank 90+1' |

| DVTK-stadion, Miskolc Nézőszám: 3 500 Játékvezető: Sápi Csaba (magyar) |

| 16. forduló 2006. december 4. 18:00 |

| Újpest              | 0 – 3               | Diósgyőr                                                         |
| ------------------- | ------------------- | ---------------------------------------------------------------- |
| Erős 41' Völgyi 85' | (0 – 2) Jegyzőkönyv | Kéthévoama 5' Simon 43' Halgas 66' 66' Szögedi 81' Mogyorósi 83' |

| Szusza Ferenc Stadion, Budapest Nézőszám: 2 000 Játékvezető: Bognár Tamás (magyar) |

| 17. forduló 2006. december 10. 15:00 |

| Diósgyőr                             | 1 – 0               | Rákospalotai EAC |
| ------------------------------------ | ------------------- | ---------------- |
| Kéthévoama 5' Szögedi 79' Katona 84' | (1 – 0) Jegyzőkönyv | Pusztai 4′, 67′  |

| DVTK-stadion, Miskolc Nézőszám: 5 000 Játékvezető: Andó-Szabó Sándor (magyar) |

#### Tavaszi fordulók
| 18. forduló 2007. február 24. 15:00 |

| Zalaegerszegi TE                       | 2 – 2               | Diósgyőr                                                   |
| -------------------------------------- | ------------------- | ---------------------------------------------------------- |
| Máté 26' Rubint 41' (öngól) Molnár 86' | (2 – 2) Jegyzőkönyv | Halgas 24' 24' Simon 27' Elek 32' Farkas 87' Vitelki 90+1' |

| ZTE Aréna, Zalaegerszeg Nézőszám: 4 000 Játékvezető: Szilasi Szabolcs (magyar) |

| 19. forduló 2007. március 3. 16:00 |

| Diósgyőr | 0 – 2               | FC Sopron                                |
| -------- | ------------------- | ---------------------------------------- |
|          | (0 – 0) Jegyzőkönyv | Feczesin 63' Cigan 88' Ibrić 38' Rus 51' |

| DVTK-stadion, Miskolc Nézőszám: 6 000 Játékvezető: Sápi Csaba (magyar) |

| 20. forduló 2007. március 10. 16:00 |

| Pécsi MFC                               | 1 – 0               | Diósgyőr                               |
| --------------------------------------- | ------------------- | -------------------------------------- |
| Sztipánovics 34' Kulcsár 61' Lantos 81' | (1 – 0) Jegyzőkönyv | Kéthévoama 24' Binder 85' Halgas 90+3' |

| PMFC Stadion, Pécs Nézőszám: 1 000 Játékvezető: Mészáros István (magyar) |

| 21. forduló 2007. március 17. 15:00 |

| Diósgyőr                                    | 2 – 1               | Paksi FC                                             |
| ------------------------------------------- | ------------------- | ---------------------------------------------------- |
| Rubint 21' Farkas 34' (11-esből) Huszák 72' | (2 – 0) Jegyzőkönyv | Katona 87' (öngól) Mészáros 38' Heffler 54' Böde 63' |

| DVTK-stadion, Miskolc Nézőszám: 2 500 Játékvezető: Pánczél Krisztián (magyar) |

| 22. forduló 2007. március 31. 16:00 |

| Vasas         | 2 – 2               | Diósgyőr                         |
| ------------- | ------------------- | -------------------------------- |
| Lázok 60' 77' | (0 – 0) Jegyzőkönyv | Douva 79' Halgas 89' Haman 90+1' |

| Illovszky Rudolf Stadion, Budapest Nézőszám: 3 000 Játékvezető: Berger József (magyar) |

| 23. forduló 2007. április 7. 17:00 |

| Diósgyőr                  | 1 – 1               | Kaposvári Rákóczi                        |
| ------------------------- | ------------------- | ---------------------------------------- |
| Kéthévoama 32' Katona 80' | (1 – 1) Jegyzőkönyv | André Alves 28' Zahorecz 18' Szakály 78' |

| DVTK-stadion, Miskolc Nézőszám: 4 500 Játékvezető: Vad II. István (magyar) |

| 24. forduló 2007. április 14. 17:00 |

| Dunakanyar-Vác                                            | 1 – 0               | Diósgyőr             |
| --------------------------------------------------------- | ------------------- | -------------------- |
| Rusvay 41' Makrai 11' Cristiano 27′ Fretta 66' Gulyás 70' | (1 – 0) Jegyzőkönyv | Hegedűs 4' Haman 88' |

| Ligeti Stadion, Vác Nézőszám: 1 000 Játékvezető: Sulyok Gergely (magyar) |

| 25. forduló 2007. április 20. 19:00 |

| Diósgyőr             | 1 – 5               | Debreceni VSC                                            |
| -------------------- | ------------------- | -------------------------------------------------------- |
| Simon 56' Huszák 66' | (0 – 3) Jegyzőkönyv | Dzsudzsák 8' 62' Leandro 29' 26' Mészáros 38' Sidibe 70' |

| DVTK-stadion, Miskolc Nézőszám: 8 000 Játékvezető: Andó-Szabó Sándor (magyar) |

| 26. forduló 2007. április 28. 16:00 |

| FC Tatabánya                                | 5 – 3               | Diósgyőr                                  |
| ------------------------------------------- | ------------------- | ----------------------------------------- |
| Hajdú 13' 30' Kouemaha 36' 56' Szilágyi 88' | (3 – 0) Jegyzőkönyv | Simon 51' Kéthévoama 85' 90' Menyhért 72' |

| Városi Stadion, Tatabánya Nézőszám: 1 500 Játékvezető: Szabó Zsolt (magyar) |

- A jegyzőkönyvből nem derülnek ki a gólszerzők.

| 27. forduló 2007. május 5. 18:00 |

| Diósgyőr                      | 2 – 1               | FC Fehérvár                               |
| ----------------------------- | ------------------- | ----------------------------------------- |
| Haman 6' Douva 66' Katona 62' | (1 – 1) Jegyzőkönyv | Dajić 40' Koller 44' Nagy 89' Horváth 89′ |

| DVTK-stadion, Miskolc Nézőszám: 2 500 Játékvezető: Sulyok Gergely (magyar) |

- A jegyzőkönyvből nem derülnek ki a gólszerzők.

| 28. forduló 2007. május 8. 18:00 |

| MTK Budapest                                                          | 4 – 2               | Diósgyőr                         |
| --------------------------------------------------------------------- | ------------------- | -------------------------------- |
| Pintér 36' Horváth 55' 89' Lambulić 72' Szabó 83' 81' Czvitkovics 33' | (1 – 0) Jegyzőkönyv | Simon 52' Binder 89' Hegedűs 11' |

| Hidegkuti Nándor Stadion, Budapest Nézőszám: 1 000 Játékvezető: Kassai Viktor (magyar) |

| 29. forduló 2007. május 19. 19:00 |

| Budapest Honvéd              | 1 – 1               | Diósgyőr                         |
| ---------------------------- | ------------------- | -------------------------------- |
| Bogdanović 12' Smiljanić 71' | (1 – 0) Jegyzőkönyv | Sipeki 52' Halgas 53' Farkas 85' |

| Bozsik József Stadion, Budapest Nézőszám: 4 000 Játékvezető: Andó-Szabó Sándor (magyar) |

| 30. forduló 2007. május 26. 18:00 |

| Győri ETO                               | 4 – 0               | Diósgyőr  |
| --------------------------------------- | ------------------- | --------- |
| Brnović 20' 45' Bajzát 22' 79' Böőr 87' | (2 – 0) Jegyzőkönyv | Haman 52' |

| ETO Park, Győr Nézőszám: 4 200 Játékvezető: Arany Tamás (magyar) |

#### A bajnokság végeredménye
| #  | Csapat            | J  | Gy | D  | V  | Rg | Kg | Gk  | P  | Megjegyzés      |
| -- | ----------------- | -- | -- | -- | -- | -- | -- | --- | -- | --------------- |
| 1  | Debreceni VSC     | 30 | 22 | 3  | 5  | 63 | 21 | +42 | 69 | Bajnokok ligája |
| 2  | MTK Budapest      | 30 | 19 | 4  | 7  | 61 | 33 | +28 | 61 | UEFA-kupa       |
| 3  | Zalaegerszegi TE  | 30 | 17 | 4  | 9  | 54 | 38 | +16 | 55 |                 |
| 4  | Újpest            | 30 | 15 | 4  | 11 | 39 | 32 | +7  | 46 | [ 3 ]           |
| 5  | Vasas             | 30 | 13 | 6  | 11 | 43 | 41 | +2  | 45 |                 |
| 6  | FC Fehérvár       | 30 | 13 | 5  | 12 | 45 | 43 | +2  | 44 |                 |
| 7  | Kaposvári Rákóczi | 30 | 12 | 5  | 13 | 40 | 36 | +4  | 41 |                 |
| 8  | Budapest Honvéd   | 30 | 11 | 8  | 11 | 48 | 43 | +5  | 41 | UEFA-kupa       |
| 9  | Diósgyőr          | 30 | 11 | 5  | 14 | 40 | 52 | -12 | 38 |                 |
| 10 | FC Sopron         | 30 | 11 | 4  | 15 | 33 | 46 | -13 | 37 |                 |
| 11 | Paksi FC          | 30 | 10 | 7  | 13 | 34 | 38 | -4  | 37 |                 |
| 12 | FC Tatabánya      | 30 | 11 | 3  | 16 | 46 | 58 | -12 | 36 |                 |
| 13 | Győri ETO         | 30 | 9  | 8  | 13 | 37 | 43 | -6  | 35 |                 |
| 14 | Rákospalotai EAC  | 30 | 9  | 7  | 14 | 42 | 55 | -13 | 34 |                 |
| 15 | Pécsi MFC         | 30 | 7  | 12 | 11 | 31 | 41 | -10 | 33 | Kieső           |
| 16 | Dunakanyar-Vác    | 30 | 4  | 7  | 19 | 21 | 57 | -36 | 19 | Kieső           |

1. ↑  A Bajnokok Ligája selejtezőjének második körébe jut
2. ↑  Az UEFA-kupa selejtezőjének első fordulójába jut
3. ↑  az Újpest FC 3 pont levonást kapott
4. ↑  Az UEFA-kupa selejtezőjének első fordulójába jut (Magyar Kupa győztesként)

#### Eredmények összesítése
Az alábbi táblázatban összesítve szerepelnek a Diósgyőri VTK 2006/07-es bajnokságban elért eredményei.
| Ősz/tavasz (forduló)    | Otthon | Otthon | Otthon | Otthon | Otthon | Otthon | Otthon | Idegenben | Idegenben | Idegenben | Idegenben | Idegenben | Idegenben | Idegenben |
| Ősz/tavasz (forduló)    | M      | GY     | D      | V      | LG–KG  | GK     | P      | M         | GY        | D         | V         | LG–KG     | GK        | P         |
| ----------------------- | ------ | ------ | ------ | ------ | ------ | ------ | ------ | --------- | --------- | --------- | --------- | --------- | --------- | --------- |
| Őszi szezon (1–15.)     | 10     | 6      | 0      | 4      | 15–15  | 0      | 18     | 7         | 3         | 1         | 3         | 9–7       | +2        | 10        |
| Tavaszi szezon (16–30.) | 5      | 2      | 1      | 2      | 6–10   | –4     | 7      | 8         | 0         | 3         | 5         | 10–20     | –10       | 3         |
| Összesen (1–30.)        | 15     | 8      | 1      | 6      | 21–25  | –4     | 25     | 15        | 3         | 4         | 8         | 19–27     | –8        | 13        |

#### Helyezések fordulónként
| Forduló  | 1  | 2  | 3 | 4 | 5 | 6  | 7  | 8  | 9  | 10 | 11 | 12 | 13 | 14 | 15 | 16 | 17 | 18 | 19 | 20 | 21 | 22 | 23 | 24 | 25 | 26 | 27 | 28 | 29 | 30 |
| -------- | -- | -- | - | - | - | -- | -- | -- | -- | -- | -- | -- | -- | -- | -- | -- | -- | -- | -- | -- | -- | -- | -- | -- | -- | -- | -- | -- | -- | -- |
| Helyszín | O  | I  | O | I | O | I  | O  | I  | O  | I  | O  | I  | O  | O  | O  | I  | O  | I  | O  | I  | O  | I  | O  | I  | O  | I  | O  | I  | I  | I  |
| Eredmény | GY | GY | V | V | V | V  | V  | GY | GY | D  | GY | V  | V  | GY | GY | GY | GY | D  | V  | V  | GY | D  | D  | V  | V  | V  | GY | V  | D  | V  |
| Helyezés | 8  | 1  | 5 | 7 | 9 | 11 | 12 | 9  | 9  | 9  | 7  | 9  | 10 | 8  | 6  | 6  | 6  | 5  | 6  | 7  | 5  | 6  | 6  | 6  | 7  | 8  | 7  | 8  | 9  | 9  |

Helyszín: O = Otthon; I = Idegenben. Eredmény: GY = Győzelem; D = Döntetlen; V = Vereség.

### Magyar kupa
4. forduló
| 2006. október 25. 13:30 |

| Budafoki LLC                   | 0 – 1       | Diósgyőr                  |
| ------------------------------ | ----------- | ------------------------- |
| Fűzfa 8' Langer 27' Kővári 32' | Jegyzőkönyv | Vitelki 18' Mogyorósi 60' |

|  |

Nyolcaddöntő
| 2006. november 8. 14:00 |

| FC Sopron            | 1 – 2       | Diósgyőr                         |
| -------------------- | ----------- | -------------------------------- |
| Feczesin Ankamah 12' | Jegyzőkönyv | Simon Kéthévoama Mogyorósi 90+1' |

|  |

| 2006. november 22. 18:00 |

| Diósgyőr                                                                          | 4 – 1       | FC Sopron                        |
| --------------------------------------------------------------------------------- | ----------- | -------------------------------- |
| Sipeki Szögedi Douva Simon Vitelki 34' Rubint 50' Elek 62' Farkas 63' Kerényi 69' | Jegyzőkönyv | Feczesin 75' Radu 48' Bagoly 65′ |

|  |

Negyeddöntő
| 2007. március 21. 17:00 |

| Diósgyőr                    | 2 – 1               | Zalaegerszegi TE             |
| --------------------------- | ------------------- | ---------------------------- |
| Simon 29' 46' Kéthévoama 2' | (1 – 0) Jegyzőkönyv | Waltner 80' Botis 77′, 90+1′ |

| DVTK-stadion, Miskolc Nézőszám: 3 500 Játékvezető: Arany Tamás (magyar) |

| 2007. április 11. 18:00 |

| Zalaegerszegi TE                                   | 3 – 3               | Diósgyőr                                                   |
| -------------------------------------------------- | ------------------- | ---------------------------------------------------------- |
| Ljubojević 8' Lekic 52' 62' Waltner 62' Molnár 25' | (1 – 3) Jegyzőkönyv | Douva 6' 32' Simon 17' Haman 40' Huszák 66' Kéthévoama 85' |

| ZTE Aréna, Zalaegerszeg Nézőszám: 2 000 Játékvezető: Bognár Tamás (magyar) |

Elődöntő
| 2007. április 17. 18:00 |

| Diósgyőr   | 0 – 1               | Debreceni VSC             |
| ---------- | ------------------- | ------------------------- |
| Rubint 34' | (0 – 0) Jegyzőkönyv | Sidibe 85' 57' Takács 26' |

| DVTK-stadion, Miskolc Nézőszám: 7 000 Játékvezető: Gergely Sándor (magyar) |

| 2007. április 25. 18:00 |

| Debreceni VSC                | 2 – 2               | Diósgyőr                             |
| ---------------------------- | ------------------- | ------------------------------------ |
| Sztojkov 17' Komlósi 79' 53' | (1 – 0) Jegyzőkönyv | Kéthévoama 59' Farkas 89' Katona 42' |

| Oláh Gábor utcai stadion, Debrecen Nézőszám: 7 000 Játékvezető: Iványi Zoltán (magyar) |